# 蓬郷由希絵
蓬郷 由希絵（とまごう ゆきえ）は、岡山県津山市在住のInstagramインフルエンサーであり、重度知的障がいを伴う自閉スペクトラム症の娘を育てながら、ユーモアとリアルを混ぜた発信で共感を呼んでいる。フォロワーは2025年7月時点でInstagramで19万人以上に上る。

## 来歴
生い立ち・教育
大学では環境デザイン学科に在籍し、自閉症児をテーマに卒業論文を執筆。学生時代から障がい児支援に関心を持っていた。
家族と診断経緯
津山市で、2人の子どもを育児中。次女ゆいな（結衣菜）さんが2歳で「重度知的障がいを伴う自閉スペクトラム症」と診断される。姉のここなさんとの発達の違いから問題意識を持ち、大学時代の学びもあって早期の検査・診断を決断した。

## 活動
2022年より、自閉症の娘・ゆいなさんとの日常をInstagramに投稿開始。笑いと真摯な育児の姿勢を交えた発信は、子育て世代や障がい児を持つ親に共感を呼び、ライブ配信やコミュニケーションを通じてファンを増やした。特に、テレビに感動して涙する父と、それを優しく見守るゆいなさんの動画が反響を集め、フォロワー急増のきっかけとなった。
メッセージと願い
育児の苦悩や葛藤を正直に綴りつつ、「子どもの力を信じ、経験を積ませ最後まで支えること」「たくさん笑って楽しめる育児」を強調。動画や投稿で「悩んでいる人に、前向きになってほしい」と語り続けている。

## 講演・メディア出演
全国各地で講演へ登壇。2025年9月18日には初書籍「どうにかなるっちゃ　知的障がいのある自閉症児ゆいなの母の記録」を出版。（KADOKAWA）

## 主な影響・評価
- インスタグラムやYouTubeなどSNSを通じた発信で、多くの育児中の母親や発達障がいに関心ある人々の励みとなっている。
- 発信を通じて「見る視点を変えれば子育ての景色は変わる」と評価され、講演やメディアインタビューに出演している。